# معهد فيسغراد للبراءات
معهد فيسغراد للبراءات ( VPI؛ التشيكية: Visegrádský Patentový Institut؛ السلوفاكية: Vyšehradský Patentový Inštitút؛ المجرية: Visegrádi Szabadalmi Intézet ; البولندية: Wyszehradzki Instytut Patentowy) هو منظمة دولية للتعاون في مجال براءات الاختراع، أنشأته مكاتب براءات الاختراع الوطنية لدول فيسغراد الأربعة، وهي جمهورية التشيك والمجر وبولندا وسلوفاكيا.  وُقّعت اتفاقية معهد فيسغراد للبراءات (اتفاقية VPI) في براتيسلافا في 26 فبراير 2015.    يعمل المعهد بمثابة سلطة بحث دولية (ISA) وسلطة فحص أولي دولية (IPEA) بموجب معاهدة التعاون بشأن البراءات (PCT). 
وفقًا لوزير الخارجية السلوفاكي ميروسلاف لايتشاك، فإن توقيع الاتفاقية بشأن إنشاء معهد فيسغراد للبراءات كان بمثابة معلم مهم في تاريخ مجموعة فيسيغراد، التحالف بين جمهورية التشيك والمجر وبولندا وسلوفاكيا. 

## قراءة إضافية
- Adamowski، Jaroslaw (18 مارس 2015). "Central European Countries Establish Visegrad Patent Institute To Reduce Costs, Facilitate Applications". Intellectual Property Watch. مؤرشف من الأصل في 2024-12-26. اطلع عليه بتاريخ 2015-10-27.
- "Appointment of the Visegrad Patent Institute as an International Searching and Preliminary Examining Authority under the PCT". WIPO. 1 أبريل 2015. مؤرشف من الأصل في 2024-11-05. اطلع عليه بتاريخ 2015-10-27.

## روابط خارجية
- الموقع الرسمي